# Cuora picturata

Rùa hộp trán vàng miền Nam (Cuora picturata) là một loài rùa đặc hữu của miền núi miền nam Việt Nam, và cũng có thể được tìm thấy ở cực tây Cambochia và nam Lào. Loài này ban đầu được phân loại như phân loài của Cuora galbinifrons, nhưng đã được chứng minh có sự khác biệt di truyền.